# ديف بيرت
ديف بيرت (بالإنجليزية: Dave Burt)‏ هو لاعب كرة قدم أسترالية أسترالي، ولد في 23 يناير 1937.

## وصلات خارجية
- ديف بيرت على موقع AustralianFootball.com (الإنجليزية)
- ديف بيرت على موقع AFLtables.com (الإنجليزية)